# Kot, Ig
Kot je naselje v Občini Ig. Leži ob južnem delu Ljubljanskega barja zraven Iga. Mimo vasi pelje cesta za Iško vas in Staje.
Naselje je z Ljubljano in Igom povezana z mestno avtobusno linijo št. 19I.